# Christer Mattsson
Christer Mattsson   (Göteborg, 7 d'agost de 1971), nom complet Jan Christer Mattsson, és un investigador i professor suec, en actiu a la Universitat de Göteborg i al municipi de Kungälv.
Mattsson és el director de l'Institut Segerstedt de la Universitat de Goteborg. I treballa tant en l'àmbit nacional com internacional en qüestions relacionades amb la prevenció de l'extremisme violent, la lluita contra el racisme i l'ensenyament sobre l'Holocaust. És autor del Toleransprojektet, que va començar en nom del municipi de Kungälv després de l'assassinat de John Hron el 1995. El Toleransprojektet està dirigit a impedir el reclutament de joves a grups nazis i supremacistes blancs.
En la seva investigació, Christer Mattsson se centra en els processos de radicalització de persones que estan o han estat actives en entorns d'ideologia supremacista blanca.
Christer Mattsson va defensar l'any 2018, la seva testi sobre l'educació preventiva de l'extremisme a les aules.

## Premis i premis
- Dialogpriset (2013)[1]
- Fredkullapriset (2013)[2]
- Artister mot nazister (2011)
- Michael A Frieds pris (2011)
- Anna Lindh-stipendiet (2010)[3]